# Tae Hyun Bang
Tae Hyun Bang  (coreano: 방태현; Seul, 15 de abril de 1983) é um lutador de artes marciais mistas sul-coreano, que atualmente compete no Peso-leve do Ultimate Fighting Championship.

## Carreira no MMA

### Ultimate Fighting Championship
Ele estreou no UFC contra Mairbek Taisumov no dia 4 de janeiro de 2014 no UFC Fight Night 34, perdendo por decisão unânime.
Em sua segunda luta enfrentou  Kajan Johnson em 14 de junho de 2014 no UFC 174. Ele venceu a luta por nocaute e ganhou os bônus de Luta da Noite e Performance da Noite.
Em seguida, ele encarou o lutador Jon Tuck em 16 de maio de 2015 no UFC Fight Night 66. Ele acabou sendo derrotado por finalização no primeiro round.
Bang então lutou contra Leo Kuntz no UFC Fight Night 79 do dia 28 de novembro de 2015 em seu país natal. Ele venceu por decisão dividida.
Ele lutou contra Nick Hein no dia 3 de setembro de 2016 no UFC Fight Night 93. Saiu derrotado por decisão unânime.

## Campeonatos e realizações
- DEEP
  - DEEP Lightweight Championship (Uma vez)
- Ultimate Fighting Championship
  - Luta da noite (Uma vez)
  - Performance da noite (Uma vez)

## Cartel no MMA
| Cartel no MMA   |             |             |
| 28 lutas        | 18 vitórias | 10 derrotas |
| Por nocaute     | 9           | 0           |
| Por finalização | 0           | 3           |
| Por decisão     | 9           | 7           |

| Res.    | Cartel | Oponente          | Método                               | Evento                                                  | Data       | Round | Tempo | Local                         | Notas                                  |
| ------- | ------ | ----------------- | ------------------------------------ | ------------------------------------------------------- | ---------- | ----- | ----- | ----------------------------- | -------------------------------------- |
| Derrota | 18-10  | Nick Hein         | Decisão (unânime)                    | UFC Fight Night: Arlovski vs. Barnett                   | 03/09/2016 | 3     | 5:00  | Hamburgo                      |                                        |
| Vitória | 18-9   | Leo Kuntz         | Decisão (dividida)                   | UFC Fight Night: Henderson vs. Masvidal                 | 28/11/2015 | 3     | 5:00  | Seul                          |                                        |
| Derrota | 17-9   | Jon Tuck          | Finalização (mata leão)              | UFC Fight Night: Edgar vs. Faber                        | 16/05/2015 | 1     | 3:56  | Manila                        |                                        |
| Vitória | 17-8   | Kajan Johnson     | Nocaute (soco)                       | UFC 174: Johnson vs. Bagautinov                         | 14/06/2014 | 3     | 2:01  | Vancouver, Colúmbia Britânica | Performance da Noite; Luta da Noite.   |
| Derrota | 16-8   | Mairbek Taisumov  | Decisão (unânime)                    | UFC Fight Night: Saffiedine vs. Lim                     | 04/01/2014 | 3     | 5:00  | Marina Bay                    |                                        |
| Vitória | 16-7   | Joo Dong Hwang    | Nocaute técnico (socos)              | Top FC: Original                                        | 29/06/2013 | 2     | 0:00  | Seul                          |                                        |
| Derrota | 15-7   | Daisuke Hanazawa  | Finalização (mata leão)              | Road FC 1: The Resurrection of Champions                | 23/10/2010 | 1     | 2:54  | Seul                          |                                        |
| Vitória | 15-6   | Cameron Silva     | Nocaute Técnico (socos)              | M-1 Selection 2010: Asia Finals                         | 03/07/2010 | 1     | 3:02  | Tóquio                        |                                        |
| Derrota | 14-6   | Jorge Masvidal    | Decisão (unânime)                    | Sengoku 6                                               | 01/11/2008 | 3     | 5:00  | Saitama                       |                                        |
| Derrota | 14-5   | Takanori Gomi     | Decisão (unânime)                    | Sengoku 4                                               | 24/08/2008 | 3     | 5:00  | Saitama                       |                                        |
| Vitória | 14-4   | Kazunori Yokota   | Nocaute (socos)                      | Deep 35                                                 | 19/05/2008 | 1     | 3:38  | Tóquio                        | Venceu o Campeonato Peso-leve do Deep. |
| Vitória | 13-4   | Luiz Andrade I    | Decisão (unânime)                    | Deep: clubDeep Tokyo                                    | 29/03/2008 | 2     | 5:00  | Tóquio                        |                                        |
| Vitória | 12-4   | Jutaro Nakao      | Nocaute técnico (socos)              | Deep 33                                                 | 12/12/2007 | 2     | 1:15  | Tóquio                        |                                        |
| Vitória | 11-4   | Yoshihiro Tomioka | Decisão (unânime)                    | Deep 32                                                 | 09/10/2007 | 2     | 5:00  | Tóquio                        |                                        |
| Vitória | 10-4   | Naoki Matsushita  | Decisão (unânime)                    | Deep: CMA Festival 2                                    | 23/07/2007 | 2     | 5:00  | Tóquio                        |                                        |
| Derrota | 9-4    | Seichi Ikemoto    | Decisão (unânime)                    | Deep 30                                                 | 08/07/2007 | 3     | 5:00  | Osaka                         |                                        |
| Derrota | 9-3    | Jong Man Kim      | Decisão (unânime)                    | NF: Neo Fight 11                                        | 14/04/2007 | 2     | 5:00  | Seul                          |                                        |
| Vitória | 9-2    | Malik Marai       | Decisão (unânime)                    | NF: Neo Fight 11                                        | 14/04/2007 | 2     | 5:00  | Seul                          |                                        |
| Vitória | 8-2    | Soon Myung Yoon   | Decisão (unânime)                    | NF: Neo Fight 8                                         | 15/08/2006 | 3     | 5:00  | Busan                         |                                        |
| Vitória | 7-2    | Kyung Yang        | Nocaute (joelhada voadora)           | NF: Neo Fight 6, Day 2                                  | 03/10/2005 | 2     | 0:34  | Chungcheong do Norte          |                                        |
| Vitória | 6-2    | Jang Hoon Sung    | Decisão (unânime)                    | NF: Neo Fight 6, Day 2                                  | 03/10/2005 | 3     | 5:00  | Chungcheong do Norte          |                                        |
| Vitória | 5-2    | Luis Charneski    | Nocaute técnico (socos)              | G5: Gimme Five                                          | 15/01/2005 | 1     | 2:32  | Seul                          |                                        |
| Derrota | 4-2    | Jeong Ho Lee      | Finalização (armlock)                | G5: Yungjin Pharm Middleweight Tournament Quarterfinals | 06/12/2004 | 1     | 1:42  | Seul                          |                                        |
| Vitória | 4-1    | Hae Won Kim       | Decisão (unânime)                    | G5: Yungjin Pharm Middleweight Tournament Second Round  | 26/11/2004 | 3     | 5:00  | Seul                          |                                        |
| Vitória | 3-1    | Sung Chu Kim      | Nocaute (socos)                      | G5: Yungjin Pharm Middleweight Tournament Opening Round | 12/11/2004 | 1     | 0:47  | Seul                          |                                        |
| Vitória | 2-1    | Kwang Sik Min     | Nocaute Técnico (paralisação médica) | G5: Gimme Five                                          | 16/10/2004 | 2     | 1:25  | Seul                          |                                        |
| Derrota | 1-1    | Myung Kyo Jung    | Decisão (unânime)                    | G5: Motorola Middleweight Tournament Opening Round      | 20/08/2004 | 3     | 5:00  | Seul                          |                                        |
| Vitória | 1-0    | Chang Min Oh      | Decisão (unânime)                    | G5: Gimme Five                                          | 17/07/2004 | 3     | 5:00  | Seul                          |                                        |